# Підволочиська селищна територіальна громада
Підволочиська селищна громада — територіальна громада в Україні, в Тернопільському районі Тернопільської области. Адміністративний центр — селище Підволочиськ.
Площа громади — 352,1 км², населення — 18 803 осіб (2020).
Утворена 30 липня 2015 року шляхом об'єднання Підволочиської селищної та Богданівської, Галущинської, Дорофіївської, Жеребківської, Іванівської, Кам'янківської, Качанівської, Клебанівської, Мисловецької, Оріховецької, Рожиської, Староміщинської, Супранівської, Турівської, Хмелиськівської, Чернилівської сільських рад Підволочиського району.
19 липня 2020 року в результаті адміністративно-територіальної реформи та ліквідації Підволочиського району,  увійшла до складу новоствореного Тернопільського району.

## Населені пункти
У складі громади 1 селище (Підволочиськ) і 22 села:
- Богданівка
- Галущинці
- Дорофіївка
- Жеребки
- Іванівка
- Кам'янки
- Качанівка
- Клебанівка
- Коршилівка
- Мислова
- Мовчанівка
- Оріховець
- Рожиськ
- Росохуватець
- Староміщина
- Супранівка
- Тарноруда
- Турівка
- Фащівка
- Хмелиська
- Чернилівка
- Шевченкове